# Amatlaá
Amatlaá (Amathlaah) ou Amatlai (Amathlai) é, de acordo com os sábios talmúdicos, o nome da mãe de Abraão. Segundo eles, ela era filha de Carnebo e esposa de Terá, o pai de Abraão. O nome da mãe de Abraão não é mencionado na Bíblia Hebraica. Ela não aparece durante a história do nascimento de Abraão (Gênesis 11:26:JPS), mas é mencionada apenas quando Abraão explica a Abimeleque, rei de Gerar, que Sara é sua irmã por parte de pai, mas não por parte de mãe (Gênesis 20:12:JPS).

## Nome
Não se sabe como os sábios do Talmude sabiam seu nome, mas quando o registraram, também forneceram os nomes da mãe de Davi, Sansão e Hamã. A mãe de Hamã é mencionada apenas porque seu nome também é Amatlaá, idêntico ao nome da mãe de Abraão. Os sábios alegam que a razão pela qual forneceram esses nomes foi para tornar essas informações disponíveis para aqueles que se engajam em debates. Isso pode ter sido uma referência aos debates que os sábios talmúdicos tiveram com os primeiros cristãos que eram seus contemporâneos.
Rashbam sugere uma explicação de aonde o nome foi tirado:
| “ | Pois as mães de Isaque e Jacó são mencionadas, então precisamos saber o nome da mãe de Abraão... pois em relação a todas essas mulheres, os hereges nos perguntam qual é a razão de não sabermos seus nomes... e eles perguntam sobre estes mais do que outros pelos motivos que expliquei acima, e lhes respondemos que nos foram transmitidos pelos profetas oralmente.” | ” |

O nome dado pelo Talmude não é o único na tradição judaica. O Livro dos Jubileus (11:13), compilado 700 anos antes do Talmude, dá à mãe de Abraão o nome de Edna. Pirke De-Rabbi Eliezer dá a ela o nome de Atudai. Provavelmente não existe uma tradição que remonta a Moisés sobre o nome da mãe de Abraão; o nome dela poderia ser Atudai, Edna, Amatlaá, ou outro totalmente diferente.

## Tradição

### Midraxe
Embora seja ignorada na Bíblia, uma lenda midráxica relata que Amatlaá engravidou de Abraão no mesmo momento em que Ninrode soube que um menino nasceria em breve e que esse menino se levantaria com sucesso contra ele. Depois de consultar seus conselheiros, Ninrode ordenou a construção de um complexo especial onde todas as mulheres grávidas deveriam permanecer até depois do parto. Ele também ordenou que suas parteiras matassem todos os bebês do sexo masculino nascidos nos complexos especiais, mas que dessem muitos presentes a todas as meninas recém-nascidas. Desse modo cerca de setenta mil meninos foram assassinados.
Quando Amatlaá estava grávida de três meses, Terá, seu marido, percebeu que ela estava muito pálida e que sua barriga estava crescendo. Ela queria desesperadamente evitar ir ao complexo especial e por isso disse ao marido que não estava se sentindo bem. Mas Terá, um súdito leal do rei Ninrode, lembrou-a de que ela deveria seguir a ordem do rei e ir ao complexo especial se ela estivesse grávida. Terá estava desconfiado e insistiu em examiná-la, mas um milagre aconteceu quando suas mãos passaram por seu corpo. Ele não sentiu nada porque o embrião saiu do ventre de Amatlaá até ficar sob seus seios. Terá agora permitiu que ela ficasse em casa. Inexplicavelmente, sua barriga não cresceu mais durante os últimos seis meses de gravidez. Ninguém, nem mesmo o marido, suspeitou que ela estava grávida. Quando chegou a hora de dar à luz, ela desapareceu da cidade e vagou sozinha pelo deserto. Lá ela encontrou uma caverna onde deu à luz um filho a quem chama de Abrão. No entanto, ela estava muito triste porque tinha certeza de que mais cedo ou mais tarde os soldados de Ninrode iriam pegar o menino e matá-lo. Em desespero, ela decidiu abandonar seu bebê na caverna e deixá-lo aos cuidados de Deus. Milagrosamente, o anjo Gabriel salvou o menino.
A tradição apresenta a mãe de Abraão como uma mulher muito corajosa, pronta para desafiar seu marido e até seu rei a fim de salvar seu filho que ainda não havia nascido. Ela recebe ajuda divina contínua nesses esforços. Mas no momento crucial, após o nascimento de seu filho, ela perde a esperança e o abandona. Agora, a sobrevivência de Abraão não depende mais dos esforços de sua mãe. Em vez disso, o desejo de Deus de que Abraão se tornasse o patriarca do povo judeu torna-se a motivação para a intervenção divina. Nos anos posteriores, Abraão atinge a grandeza, mas sua mãe, que o abandonou quando criança, não está presente para testemunhar isso. Depois não se ouve mais falar dela na narrativa.

### Isaac Luria
Os escritos de Isaac Luria afirma que o pai de Abraão forçou sua esposa a dormir com ele enquanto ela estava em um estado de impureza. Consequentemente, ela foi reencarnada em Diná, a filha de Jacó, que também foi estuprada. Ao estuprá-la, o perverso Siquém remove a impureza que estava sobre ela, libertando assim sua alma. Luria argumenta que é por isso que Jacó não parece tão perturbado com o estupro de sua filha, porque ele sabia que ela havia sido purificada de sua impureza de vida passada por meio desse ato. Terá, por outro lado, foi punido sendo reencarnado em Jó, que é torturado sem culpa própria. Os pecados de Jó seriam os pecados de sua alma em sua vida passada.